# Браницкий, Ян Клеменс
Иоанн-Клементий или Ян-Клеменс Браницкий (Jan Klemens Branicki; 21 сентября 1689 — 9 октября 1771) — последний и наиболее значительный представитель польского дворянского рода Браницких герба Гриф.  Гетман великий коронный с 1752 года. Строитель города Белосток и «подляшской Версалии».
В царствование Августа III, при помощи французского посла де Брольи, Браницкий стал во главе так называемой «народной», а впоследствии «гетманской» партии, которая, имея в числе своих приверженцев такие могущественные роды, как Радзивиллы и Потоцкие, боролась со стремившими достигнуть путём реформ власти Чарторыйскими.

## Биография
Он был единственным сыном Стефана-Николая Браницкого, воеводы подляшского (ум. 1709) и Екатерины, урождённой Сапега, и внуком Иоанна-Клементия, придворного коронного маршала и Александры-Екатерины, урождённой Чарнецкой. 
Молодость свою он провёл во французском войске; затем служил в Польше на различных должностях. 
После смерти Августа Сильного он деятельно поддерживал саксонскую партию и за своё усердие подвергся даже заключению в лагере противников (Война за польское наследство, 1734).
С воцарением Августа III Браницкий принял главное начальство над польским войском и в 1735 был назначен польным коронным гетманом.
В 1746  — краковским воеводой.
В 1752 году великим коронным гетманом. 
После смерти польского короля Августа III и сына его Фридриха-Христиана, Ян Клеменс Браницкий сам стал мечтать о короне, рассчитывая на поддержку Франции. Но когда планы его разрушились, после избрания королём его шурина Станислава Понятовского, Браницкий должен был волей-неволей признать нового монарха и удалился в свою резиденцию Белосток, который стал центром всех недовольных правительством.
Здесь, занимаясь устройством и украшением города, Браницкий должен был пережить упадок великогетманского достоинства, подвергшегося в то время значительным ограничениям, шедшим вразрез со сложившимися веками у польской шляхты взглядами на этот государственный пост, и неудачу Барской конфедерации, которой тайно содействовал. Великий гетман коронный и каштелян краковский Ян Клеменс Браницкий скончался 9 октября 1771 года, на 82-м году, не оставив после себя потомства. Имения его перешли к графам Иоанну и Феликсу Потоцким и графине Марианне Мостовской, урождённой Потоцкой.

## Должности
Великий подчаший литовский (1723), коронный (польский) великий хорунжий (1724), шеф пехотного полка (1726), генерал артиллерии коронной (1728), гетман польный коронный (1735—1752), воевода краковский (1746—1762), гетман великий коронный (1752—1771), каштелян краковский (1762—1771), староста бранский, бельский, янувский, богуславский, злоторыйский, кросненский, мостиский и езижерский.

## Награды
- Орден Святого Александра Невского (18.05.1758).

## Семья
Овдовев после 1-го брака с Катаржиной Барбарой Радзивилл (1693—1730), дочерью великого канцлера литовского Радзивилла в 1730 году, он вступил в 1732 году во второй брак с Барбарой, урождённой Шембеко, разведённой с Северином Юзефом Ржевуским, с которой впоследствии и сам развелся. 
В 1748 году он женился на 18-летней Изабелле Понятовской (1730—1808), дочери каштеляна краковского Станислава Понятовского и старшей сестре будущего короля.

## Галерея

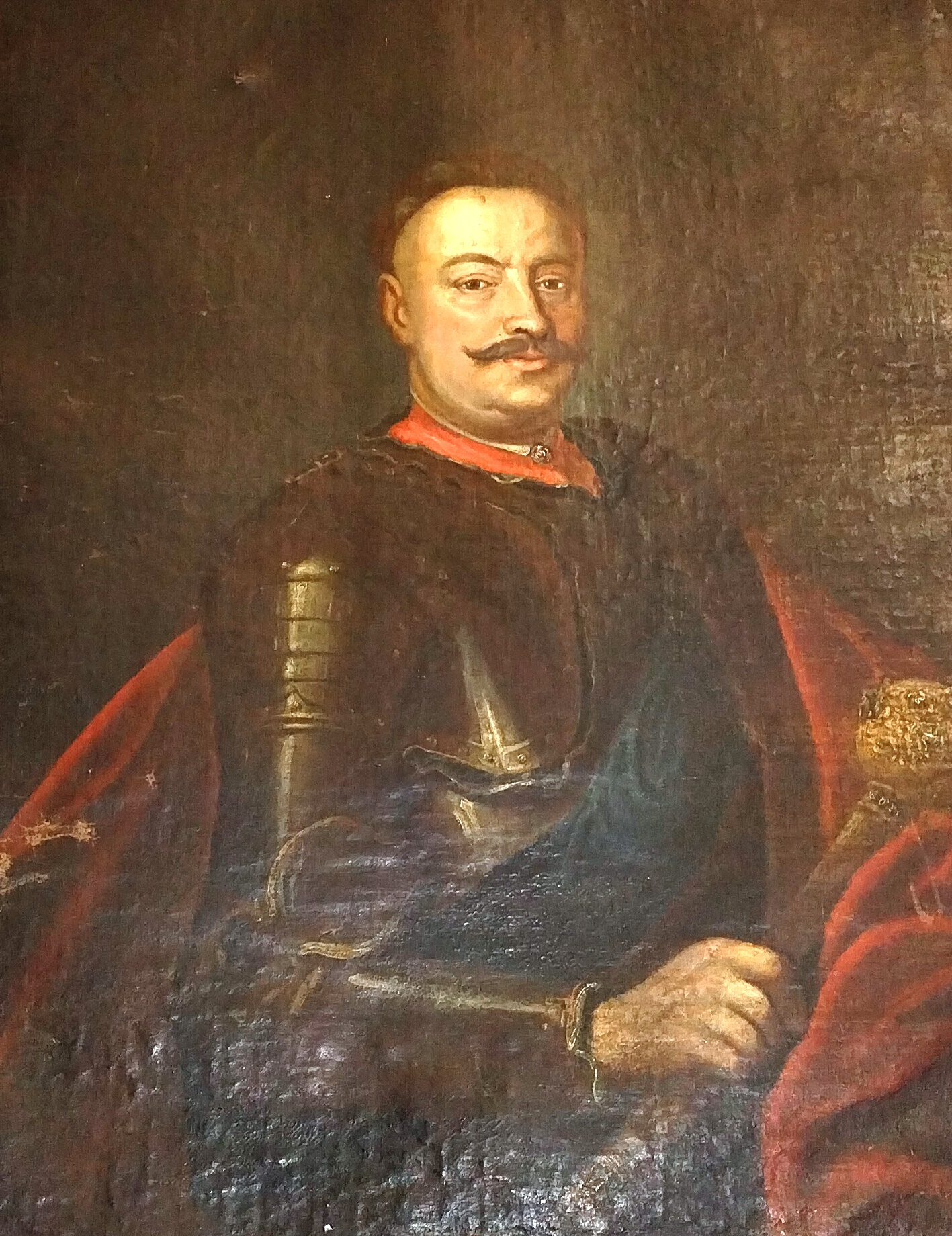
Портрет Яна Браницкого работы неизвестного художника XIX в. Збаражский замок
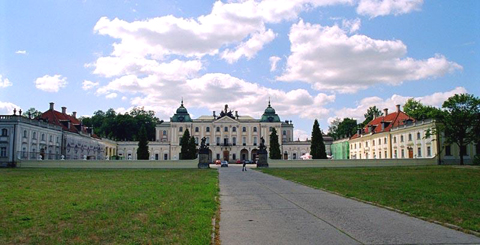
Дворец Браницкого в Белостоке
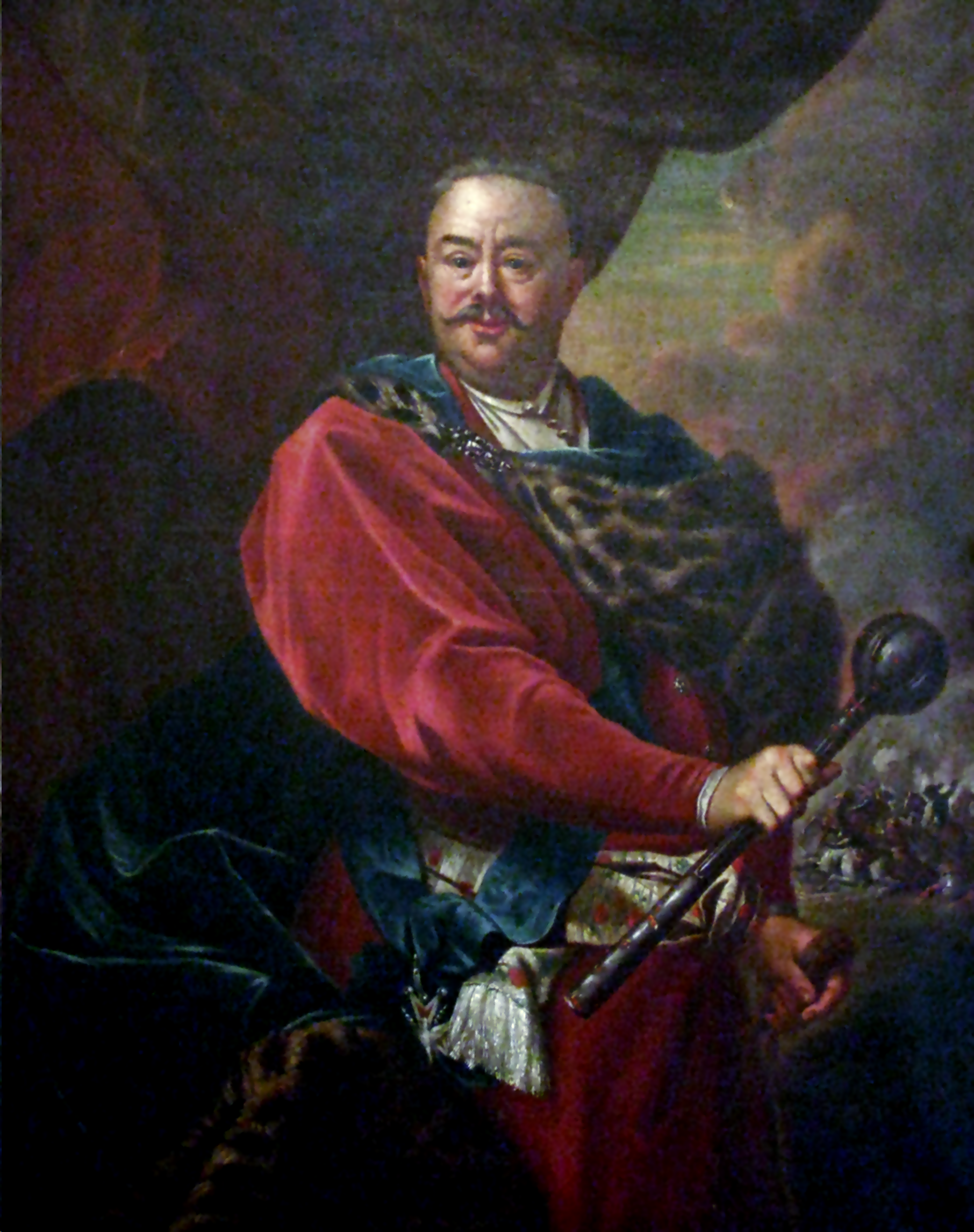
Портрет Яна Клеменса Браницкого